# Taglio di Po
Taglio di Po – miejscowość i gmina we Włoszech, w regionie Wenecja Euganejska, w prowincji Rovigo.
Według danych na rok 2004 gminę zamieszkuje 8289 osób, 104,9 os./km².